# Вулиця Будівельників (Київ, Деснянський район)
Ву́лиця Будіве́льників — вулиця в Деснянському районі міста Києва, селище Троєщина. Простягається від вулиці Олексія Курінного до тупика.

## Історія
Вулиця виникла в середині XX століття (найімовірніше, у кінці 1960-х років) під такою ж назвою. На вулиці розташовано один будинок — п'ятиповерхівка під № 2.